# Kristelig Folkeparti
|  | Denne artikel handler om det norske parti Kristelig Folkeparti. For det danske søsterparti, se Kristendemokraterne |
Kristelig Folkeparti (KrF) er et politisk parti i Norge. Partiet blev stiftet i 1933, og er et kristendemokratisk midterparti. KrF har tre gange haft statsministerposten ved Lars Korvald (1972-73) og Kjell Magne Bondevik (1997-2000, 2001-05).
I 2016 fremsatte partiet forslag om at ændre at grundloven så der kommer forbud mod abort. 
Partiets nuværende leder er Dag-Inge Ulstein.
Partiets ungdomsorganisation er Kristelig Folkepartis Ungdom.

## Historie
I december 2018 påbegyndte partiet formelle forhandlinger med Høyre, Venstre og Fremskrittspartiet om at indgå i Erna Solbergs regering. Den 19. november skrev flere medier om et hemmeligt møde den 11. oktober, mellem statsministeren, Høyre-ledelelsen og Krf-viseformand Kjell Ingolf Ropstad og 1. viseformand Olaug Bollestad hvor ændringer i abortloven blev diskuteret;

## Partiledelse
| Ledere - Kjell Ingolf Ropstad 2019–d.d. - Knut Arild Hareide 2011–2019 - Dagfinn Høybråten 2004–2011 - Valgerd Svarstad Haugland 1995–2004 - Kjell Magne Bondevik 1983–1995 - Kåre Kristiansen 1979–1983 - Lars Korvald 1977–1979 - Kåre Kristiansen 1975–1977 - Lars Korvald 1967–1975 - Einar Hareide 1955–1967 - Erling Wikborg 1951–1955 - Nils Lavik 1938–1951 - Ingebrigt Bjørø 1933–1938 |  | Parlamentariske ledere - Hans Fredrik Grøvan 2013 -d.d. - Knut Arild Hareide 2013 -2019 - Hans Olav Syversen 2011–2013 - Dagfinn Høybråten 2005–2011 - Jon Lilletun 2001–2005 - Kjell Magne Bondevik 2000–2001 - Einar Steensnæs 1997–2000 - Kjell Magne Bondevik 1993–1997 - Kåre Gjønnes 1989–1993 - Kjell Magne Bondevik 1986–1989 - Harald Synnes 1983–1986 - Kjell Magne Bondevik 1981–1983 - Lars Korvald 1973–1981 - Asbjørn Haugstvedt 1972–1973 - Lars Korvald 1965–1972 - Kjell Bondevik 1961–1965 - Erling Wikborg 1954–1961 - Nils Lavik 1945–1954 |